# Hans Christian Geelmuyden
Hans Christian Geelmuyden, född den 14 januari 1861 i Drammen, död den 20 mars 1945, var en norsk biokemist. Han var kusin till Hans Geelmuyden.
Geelmuyden blev medicine doktor 1897, var biträdande lärare i fysiologi vid Oslo universitet och praktiserande läkare i Oslo 1908–1926. 
Geelmuyden studerade speciellt den intermediära ämnesomsättningen vid diabetes, och bidrog med ett avsnitt om detta ämne i Ergebnisse der Physiologie.